# Lombardei-Rundfahrt 2012
Die 106. Lombardei-Rundfahrt 2012 war ein italienisches eintägiges Straßenradrennen in der Lombardei. Es fand am 29. September 2012 statt und startete in Bergamo und endete in Lecco nach einer Distanz von 251 km. Es war das vorletzte Rennen  der UCI WorldTour 2012. Der sehr steile Aufstieg Muro di Sormano kehrte nach fünfzigjähriger Abwesenheit in die Streckenführung zurück und befand sich vor dem Aufstieg Madonna del Ghisallo. Joaquim Rodríguez gewann das Rennen nach einem Solo-Vorstoß, welchen er rund zehn Kilometer vor dem Ziel am letzten Anstieg des Tages eingeleitete. Er war der erste Spanier, der diesen Klassiker gewann. Er verwies Olympiasieger Samuel Sánchez und Rigoberto Urán auf die Plätze zwei und drei.
Beim «Rennen der fallenden Blätter», wie die Lombardei-Rundfahrt auch oft genannt wir lag Favorit Alberto Contador, der zuletzt die Spanien-Rundfahrt gewonnen hatte, lange Zeit gut im Rennen. In der Schlussphase konnte der Spanier die Attacke seines Landsmannes Joaquim Rodríguez aber nicht mehr kontern. Weltmeister Philippe Gilbert aus Belgien beendete nach einem Sturz rund 20 Kilometer vor dem Ziel das Rennen vorzeitig.

## Teilnehmende Mannschaften
Automatisch startberechtigt waren die 18 UCI WorldTeams. Zusätzlich wurden sieben UCI Professional Continental Teams eingeladen.
| Name                        | Code | Nationalität           |
| --------------------------- | ---- | ---------------------- |
| AG2R La Mondiale            | ALM  | Frankreich             |
| Astana Pro Team             | AST  | Kasachstan             |
| BMC Racing Team             | BMC  | Vereinigte Staaten     |
| Movistar                    | MOV  | Spanien                |
| Euskaltel-Euskadi           | EUS  | Spanien                |
| Garmin-Sharp                | GRS  | Vereinigte Staaten     |
| Lampre-ISD                  | LAM  | Italien                |
| Liquigas-Cannondale         | CAN  | Italien                |
| RadioShack-Nissan           | RLT  | Luxemburg              |
| Rabobank Cycling Team       | BEL  | Niederlande            |
| Omega Pharma-Quick Step     | OPQ  | Belgien                |
| Team Saxo Bank-Tinkoff Bank | SBS  | Dänemark               |
| Sky ProCycling              | SKY  | Vereinigtes Königreich |
| Vacansoleil-DCM             | VCD  | Niederlande            |
| FDJ-Big Mat                 | FDJ  | Frankreich             |
| Lotto Belisol Team          | LTB  | Belgien                |
| Orica GreenEdge             | OGE  | Australien             |
| Katusha Team                | KAT  | Russland               |

Diesen 7 Teams wurde eine Wildcard gegeben:
| Name (UCI Code)                    | Nationalität |
| ---------------------------------- | ------------ |
| Acqua & Sapone (ASA)               | Italien      |
| Androni Giocattoli-Venezuela (ANS) | Italien      |
| Colnago-CSF Inox (BCF)             | Italien      |
| Colombia-Coldeportes (COL)         | Kolumbien    |
| Farnese Vini-Selle Italia (THR)    | Italien      |
| Utensilnord Named (UNA)            | Ungarn       |
| Team Argos-Shimano (ARG)           | Niederlande  |

## Ergebnis
| Platz | Fahrer             | Nation | Team                        | Zeit         | WorldTour- Punkte |
| ----- | ------------------ | ------ | --------------------------- | ------------ | ----------------- |
| 01.   | Joaquim Rodríguez  | ESP    | Katusha Team                | 6:36:26 h    | 100               |
| 02.   | Samuel Sánchez     | ESP    | Euskaltel-Euskadi           | + 9"         | 080               |
| 03.   | Rigoberto Urán     | COL    | Sky ProCycling              | gleiche Zeit | 070               |
| 04.   | Mauro Santambrogio | ITA    | BMC Racing Team             | gleiche Zeit | 060               |
| 05.   | Sergio Henao       | COL    | Sky ProCycling              | gleiche Zeit | 050               |
| 06.   | Ryder Hesjedal     | CAN    | Garmin-Sharp                | gleiche Zeit | 040               |
| 07.   | Bauke Mollema      | NED    | Rabobank Cycling Team       | gleiche Zeit | 030               |
| 08.   | Oliver Zaugg       | CHE    | Sky ProCycling              | gleiche Zeit | 020               |
| 09.   | Alberto Contador   | ESP    | Team Saxo Bank-Tinkoff Bank | gleiche Zeit | 010               |
| 10.   | Fredrik Kessiakoff | SWE    | Astana Pro Team             | gleiche Zeit | 004               |